# Депутатское месторождение
Депутатское месторождение — месторождение олова расположено неподалеку от поселка Депутатский, являющегося центром разработки месторождения. Расположено в Усть-Янском районе.

## История
Месторождение было открыто 3 августа 1947 года участником Иргичанской партии «Дальстроя» Г. И. Колмаковым. В 1951 году началась эксплуатация месторождения. Позднее был построен Депутатский ГОК, обошедшийся по современным ценам в 500 миллиардов рублей. После 1990-х годов месторождение трижды меняло владельца.
В 1999 году на территории месторождения был закрыт рудник «Западный». Оснащение рудника в сотни миллионов рублей было разграблено.
В 2009 году месторождение окончательно прекратили разрабатывать в связи с банкротством компании ОАО «Сахаолово». Вследствие банкротства более 300 человек потеряли работу. Поселок Депутатский оказался под угрозой превращения в город-призрак.
В 2014 году лицензией на разработку олова владело предприятие «ГОК Депутатский».

## Геология
Является крупнейшим месторождением олова в России и бывших республиках СССР, его запасы составляют 13 % от запасов олова в России.
Месторождение разрабатывалось подземным способом.